# История на Казабланка
Историята на съвременния град Казабланка започва от времето на ислямското завоюване на Магреб.

## Древна история
Селището е населено през 7 век от берберски племена. По-сетне след ислямското завоюване на мястото с център Анфа (средновековна Казабланка, а днес квартал на града, т.е. стария град) се формира неголямо независимо политическо образувание наричано също Анфа и просъществувало като такова до 1068 г., когато е покорено от Алморавидите. През 14 век Анфа е вече под властта на Маринидите, като се е наложило още предходно като важно пристанище.
Още в древността и античността на мястото на пристанището на средновековна Анфа е съществувало такова изпърво финикийско-пуническо, а сетне – римско пристанище. Приема се, че това е най-южния (северо)африкански и древнолибийски постоянно просъществувал пристан на атлантическото крайбрежие отвъд Херкулесовите стълбове.

## В средните векове
В началото на 15 век пристанищното градче Анфа се превръща в сигурно укритие на берберските пирати, което води до опустошаването му през 1468 г. от португалците. През 1515 г. градчето е възстановено и наречено Каза Бранка (на португалски Casa Branca). Напуснато от португалците след голямо земетресение, което през 1755 г. унищожава по-голямата част от постройките.
Казабланка е възстановена наново от султан Сиди Мохамед III (1756-1790). Градът остава с 2 имена със значение „бяла къща“ – Дар ел-Бейда (на арабски) и Казабланка (на испански).

## Нова история
През 19 век Казабланка става основен доставчик на вълна за нуждите на текстилната промишленост във Великобритания, което увеличава неимоверно корабния трафик от и към пристанището ѝ. Към 1860 г. града има около 5000 жители, като населението му нарства до около 10 000 към края на 1880-те г. Въпреки това Казабланка остава скромно по размери пристанище, а населението и достига около 12 000 жители в началото на френското завоюване на Мароко и по време на мароканските кризи. След края на ПСВ, към 1921 г. населението на града нараства до 110 000 жители.
През Втората световна война, в самото начало на 1943 г., неслучайно именно тук символично е проведена историческата конференция в Казабланка на западните съюзници. Тук е взето и трагичното решение за налагането на „безусловна капитулация“ на страните от Оста, довело до ненужно удължаване не ВСВ с милиони човешки жертви, след като през есента на тази година след битката при Курск към формулировката се присъединява и СССР.

## В изкуството
В тези години предходния финикийско-пунически, римски, берберски, арабски, португалски, испански, френски и британски град на т.нар. западна цивилизация е в легендарния фокус на световния шпионаж блестящо претворен в култовия филм "Казабланка" от Хъмфри Богарт и Ингрид Бергман. От него се поражда евроатланическата традиция влюбени от цял свят да идват, за да се целуват тук пред океанския прибой. Сцената е вдъхновила цяла поредица песни озаглавени „Целувката е целувка в Казабланка“ на Джесика Джей, оригиналът на Бърти Хайгинс, световният хит на Джипси кинг и Ищар - „Казабланка“ и т.н.